# Тур Швейцарии 1964
28-я гонка Тура Швейцарии — шоссейная многодневная велогонка по дорогам Швейцарии проводилась с 11 по 17 июня 1964 года. Победу одержал швейцарский велогонщик Рольф Маурер.

## Маршрут
Гонка состояла из 7 этапов общей протяжённостью 1264 километра. Старт седьмого этапа находился на территории Италии.
| Этап | Дата   | Маршрут                   | type                    | Длина (км) | Победитель               | Лидер генеральной классификации |
| ---- | ------ | ------------------------- | ----------------------- | ---------- | ------------------------ | ------------------------------- |
| 1    | 11 июн | Муртен – Кюснахт-ам-Риги  |                         | 195        | Lionel Van Damme         | Lionel Van Damme                |
| 2    | 12 июн | Кюснахт-ам-Риги – Делемон |                         | 191        | Рольф Маурер             | Рольф Маурер                    |
| 3    | 13 июн | Делемон – Базель          | индивидуальная разделка | 71         | Рольф Маурер             | Рольф Маурер                    |
| 4    | 14 июн | Базель – Пфеффикон        |                         | 154        | Вернер Вебер             | Рольф Маурер                    |
| 5    | 15 июн | Пфеффикон – Гларус        |                         | 158        | Хосе Мартин Кольменарехо | Рольф Маурер                    |
| 6    | 16 июн | Нефельс – Локарно         |                         | 237        | Вернер Вебер             | Рольф Маурер                    |
| 7    | 17 июн | Палланца – Лозанна        |                         | 258        | Роберт Хагман            | Рольф Маурер                    |

## Итоговое положение
| \| Генеральная классификация \| Генеральная классификация \| Генеральная классификация \| Генеральная классификация \| Генеральная классификация \| \| Гонщик \| Гонщик \| Команда \| Время \| \| \| ------------------------- \| ------------------------- \| ------------------------- \| ------------------------- \| ------------------------- \| \| 1-й \| Рольф Маурер \| \| 34ч 30' 25 \| \| \| 2-й \| Франко Бальмамьон \| Cynar-Frejus \| + 1' 58 \| \| \| 3-й \| Итало Зильоли \| \| + 4' 01 \| \| \| 4-й \| Вернер Вебер \| \| + 7' 40 \| \| \| 5-й \| Хосе Мартин Кольменарехо \| Ignis \| + 10' 07 \| \| \| 6-й \| Антонио Гомес дель Мораль \| Ignis \| + 12' 36 \| \| \| 7-й \| Рене Бинггели \| \| + 13' 19 \| \| \| 8-й \| Хууб Сильверберг \| \| + 13' 32 \| \| \| 9-й \| Роберт Хагман \| \| + 15' 07 \| \| |                           |              |            |
| |                           |              |            |
| |                           |              |            |
| Генеральная классификация |                           |              |            |
| Гонщик | Гонщик                    | Команда      | Время      |
| 1-й | Рольф Маурер              |              | 34ч 30' 25 |
| 2-й | Франко Бальмамьон         | Cynar-Frejus | + 1' 58    |
| 3-й | Итало Зильоли             |              | + 4' 01    |
| 4-й | Вернер Вебер              |              | + 7' 40    |
| 5-й | Хосе Мартин Кольменарехо  | Ignis        | + 10' 07   |
| 6-й | Антонио Гомес дель Мораль | Ignis        | + 12' 36   |
| 7-й | Рене Бинггели             |              | + 13' 19   |
| 8-й | Хууб Сильверберг          |              | + 13' 32   |
| 9-й | Роберт Хагман             |              | + 15' 07   |

| Очковая классификация | Очковая классификация | Очковая классификация | Очковая классификация | Очковая классификация |
| Гонщик                | Гонщик                | Команда               | Очки                  |                       |
| --------------------- | --------------------- | --------------------- | --------------------- | --------------------- |
| 1-й                   | Рольф Маурер          |                       | 43 очков              |                       |
| 2-й                   | Вернер Вебер          |                       | 58 очков              |                       |
| 3-й                   | Итало Зильоли         |                       | 65 очков              |                       |

| Очковая классификация | Очковая классификация | Очковая классификация | Очковая классификация | Очковая классификация |
| Гонщик                | Гонщик                | Команда               | Очки                  |                       |
| --------------------- | --------------------- | --------------------- | --------------------- | --------------------- |
| 1-й                   | Рольф Маурер          |                       | 43 очков              |                       |
| 2-й                   | Вернер Вебер          |                       | 58 очков              |                       |
| 3-й                   | Итало Зильоли         |                       | 65 очков              |                       |

| Горная классификация | Горная классификация      | Горная классификация | Горная классификация | Горная классификация |
| Гонщик               | Гонщик                    | Команда              | Очки                 |                      |
| -------------------- | ------------------------- | -------------------- | -------------------- | -------------------- |
| 1-й                  | Рольф Маурер              |                      | 38 очков             |                      |
| 2-й                  | Франко Бальмамьон         | Cynar-Frejus         | 34 очков             |                      |
| 3-й                  | Антонио Гомес дель Мораль | Ignis                | 33 очков             |                      |

| Горная классификация | Горная классификация      | Горная классификация | Горная классификация | Горная классификация |
| Гонщик               | Гонщик                    | Команда              | Очки                 |                      |
| -------------------- | ------------------------- | -------------------- | -------------------- | -------------------- |
| 1-й                  | Рольф Маурер              |                      | 38 очков             |                      |
| 2-й                  | Франко Бальмамьон         | Cynar-Frejus         | 34 очков             |                      |
| 3-й                  | Антонио Гомес дель Мораль | Ignis                | 33 очков             |                      |

| Командная классификация по времени | Командная классификация по времени | Командная классификация по времени | Командная классификация по времени |
| Команда                            | Команда                            | Время                              |                                    |
| ---------------------------------- | ---------------------------------- | ---------------------------------- | ---------------------------------- |
| 1-й                                | Cynar-Frejus                       | 103ч 40' 39                        |                                    |
| 2-й                                | Ignis                              | + 18' 22                           |                                    |
| 3-й                                | Carpano                            | + 22' 22                           |                                    |